# Петя Силянова
Петя Стефанова Силянова е българска актриса.

## Ранен живот и кариера
През 1979 г. завършва актьорско майсторство за драматичен театър във ВИТИЗ „Кръстьо Сарафов“ в класа на професор Димитрина Гюрова.
След това започва работа във Врачанския драматичен театър (1979 – 1981). През 1982 г. се премества да играе на сцената на Театър София. Играе и на сцената на Театър 199.
Някои от най-известните ѝ роли са на Нора в „Куклен дом“ от Хенрик Ибсен, Офелия в „Хамлет“ от Уилям Шекспир, Корифея в „Орестия“ от Есхил, Маркизата в „Маркиза дьо Сад“ от Юкио Мишима, Маги в „Италианката“ от Айрис Мърдок и Джеймс Сондърс и други.

## Кариера в озвучаването
Силянова се занимава с озвучаване на филми и сериали от 1983 г., а също така работи и като режисьор на дублажи предимно в студио Медиа Линк. Допреди това режисира дублажи за БНТ.

## Награди и отличия
- Награда на САБ „за млада актриса“ (1980).
- Орден „Кирил и Методий“.

## Театрални роли
- „Куклен дом“ от Хенрик Ибсен – Нора
- „Хамлет“ от Уилям Шекспир – Офелия
- „Орестия“ от Есхил – Корифея
- „Маркиза дьо Сад“ от Юкио Мишима – маркизата
- „Италианката“ от Айрис Мърдок – Маги
- „Електра в черно“ от Юджийн О'Нийл – Електра
- „Женско царство“ от Ст. Л. Костов – Райна

ТВ театър
- „Ревизорски уроци“ (1988) от Радослав Михайлов, 2 части
- „Гнездото на глухаря“ (1987) от Виктор Розов
- „Прозорецът“ (1987) от Еманюел Роблес – Клара
- „Посоки“ (1986) от Кева Апостолова
- „Стълбата“ (1986) от Самуил Альошин
- „Розата и венецът“ (1986) от Джон Пристли
- „Чаша вода“ (1985) от Йожен Скриб
- „Музикален момент“ (1983) от Върбан Боров
- „Покана от Париж“ (1982)
- „Константин и Фружин“ (1982) от Радко Радков

## Филмография
| Година | Филми и Сериали | Серии    | Копродукции                                  | Роля                                                                |
| ------ | --- | -------- | -------------------------------------------- | ------------------------------------------------------------------- |
| 2023   | Много мой човек | 13       |                                              | Надка                                                               |
| 2021   | Чичо Коледа |          |                                              | майката на Жоро                                                     |
| 2019   | Дамасцена: Преходът |          |                                              | бабата на Течо                                                      |
| 2019   | Имало една война |          | България / Монако                            | вестникопродавачка                                                  |
| 2019   | Денят на бащата (тв сериал)                                                                                             | 6        |                                              | Антоанета                                                           |
| 2016   | Маймуна |          |                                              | учителка по физика                                                  |
| 2015   | Потъването на Созопол                                                                                                   |          |                                              | майката                                                             |
| 2012   | Капитанската дъщеря („La Figlia del capitano“)                                                                          |          | Италия/България/Чехия                        | Василиса Миронова                                                   |
| 2012   | Кантора Митрани | 12       |                                              | Красимира Димитрова, майка на Невена (в 2 серии: II и VIII)         |
| 2005   | Последният господар на Балканите („Le Dernier seigneur des Balkans“) Последният бей на Балканите(алтернативно заглавие) | 6        | Франция/Гърция/Полша/Испания/Белгия/България | Хамза                                                               |
| 2004   | Девет живота („Unstoppable“)                                                                                            |          | САЩ/Аруба                                    | жена на средна възраст                                              |
| 2003   | Ад („In Hell“) |          | САЩ                                          | майката на Били                                                     |
| 2003   | Реката |          |                                              | чаплата (глас)                                                      |
| 1997   | Мускетарят с маратонките                                                                                                |          |                                              | Буба, майката                                                       |
| 1995   | Трака-трак |          | България/Франция                             |                                                                     |
| 1994   | Честна мускетарска |          |                                              | Кралицата                                                           |
| 1992   | Вампири, таласъми... |          |                                              | Рада Барзова                                                        |
| 1991   | Брътвежите на родилката (Les caquets de l'accouchée)                                                                    |          | Франция                                      |                                                                     |
| 1989   | Брачни шеги | 6 нов.   |                                              | Ели, снахата на доцент Стефанов (в VI новела: „Голямото семейство“) |
| 1987   | Небе за всички |          |                                              |                                                                     |
| 1987   | Ненужен антракт |          |                                              | Вера                                                                |
| 1986   | Делници и празници | 5 новели |                                              | хазяйката (във 2-та: „Намерената полица“)                           |
| 1985   | Горски хора |          |                                              | приятелката на Калчева                                              |
| 1985   | Грехът на Малтица |          |                                              | Ма́лтица                                                             |
| 1984   | Първи ден |          |                                              | майката на Лилия Карастоянова                                       |
| 1982   | Признавам всичко | 3        |                                              | Йоланте (в 1-ва серия: „Началото“)                                  |
| 1982   | Царска пиеса |          |                                              |                                                                     |
| 1982   | Почти ревизия (тв сериал)                                                                                               | 4        |                                              | учителката                                                          |
| 1981   | Кристали |          |                                              | Косена, съпруга на Веселин                                          |
| ?      | Борислав | 2        |                                              |                                                                     |